# Taylor (contea di Blair)
Taylor  è una township degli Stati Uniti d'America, nella contea di Blair nello Stato della Pennsylvania. Secondo il censimento del 2000 la popolazione è di 2.239 abitanti.

## Società

### Evoluzione demografica
La composizione etnica vede una maggioranza di quella bianca (98,84%), seguita dagli afroamericani (0,22%) dati del 2000.
| township di Taylor Popolazione |       |
| 2000                           | 2.239 |
| Stima al 2009                  | 2.467 |